# 가모노역
가모노역(일본어: 加茂野駅)은 일본 기후현 미노카모시에 위치한 나가라가와 철도 에쓰미난 선의 철도역이다. 단선 승강장 1면 1선의 구조를 갖춘 지상역이다.

## 이용 현황
| 승차 인원 추이 | 승차 인원 추이     |
| 연도           | 1일 평균 승차 인원 |
| -------------- | ------------------ |
| 2009           | 49                 |
| 2010           | 45                 |
| 2011           | 59                 |
| 2012           | 52                 |

## 역 주변
- 국도 제248호선
- 기후 현도 364호 오히라가토미카테이류조 선
- 맥셀 조에이 테크 기후 공장

## 역사
- 1952년 12월 26일 : 일본국유철도 가모노구치역으로석 개업. 여객 영업만.
- 1986년 12월 11일 : 일본국유철도 에쓰미난 선이 나가라가와 철도로의 전환으로 인해 이 회사의 역이 됨. 동시에 가모노역으로 개칭. 예전의 가모노 역은 도미카 역으로 개칭.

## 인접 역
| 나가라가와 철도 에쓰미난 선 | 나가라가와 철도 에쓰미난 선 | 나가라가와 철도 에쓰미난 선 |
| --------------------------- | --------------------------- | --------------------------- |
| 마에히라코엔 미노오타 방면  | ■ 에쓰미난 선               | 도미카 호쿠노 방면          |